# Salle d'exécution
Salle d'exécution (titre original : In the Deathroom) est une nouvelle de Stephen King parue tout d'abord en 2000 sous forme de livre audio puis dans le recueil Tout est fatal en 2002.

## Résumé
Fletcher, un reporter américain, a été capturé et est interrogé par des membres d'un gouvernement d'un pays d'Amérique latine. Ceux-ci veulent des informations sur les rebelles communistes qu'il soutient alors que Fletcher met au point un plan désespéré pour sauver sa vie.

## Genèse
La nouvelle est parue pour la première fois en tant que l'une des trois histoires du livre audio Blood and Smoke (en) (2000) et a été incluse par la suite dans le recueil Tout est fatal (2002).